# ARM Cortex-A15 MPCore
 (octobre 2024).
Sa qualité peut être largement améliorée en utilisant un vocabulaire plus directement compréhensible.

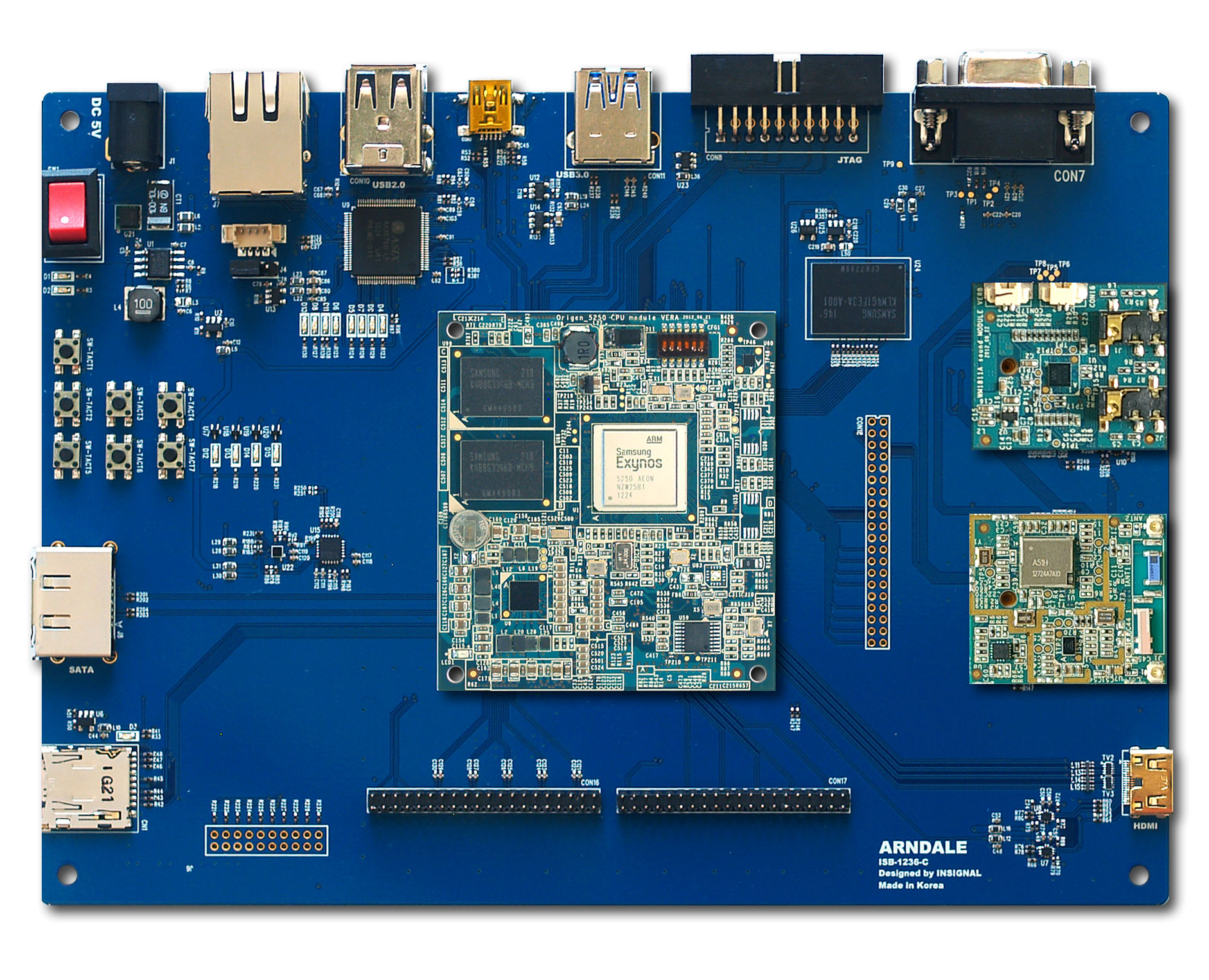
Carte de développement Arndale Board 5250 A incluant un double cœur CPU Cortex A15 MPCore

Le Cortex-A15 MPCore est un microprocesseur multicœur conçu par la société ARM utilisé dans différents SoC basés sur l'architecture ARM. Il possède un jeu d'instructions ARMv7-A avec une pipeline superscalaire permettant l'exécution out-of-order. Il peut fonctionner jusqu'à une fréquence de 2,5 GHz. D'après ARM, un cœur de Cortex A15 est 40 % plus rapide qu'un équivalent en Cortex A9, son prédécesseur.

## Architecture multicœurs hétérogène
Un ou plusieurs cœurs Cortex-A15 MPCore peuvent être couplés à un ou plusieurs cœurs Cortex-A7 MPCore, on appelle cela Big.LITTLE via la technologie d'interconnexion CCI-400, permettant d'allier la puissance du A15 avec la très basse consommation du A7 . Freescale et HiSilicon utilisent une technologie de ce type,, le noyau Linux étant modifié pour la supporter,.
Les premiers SoC construits basés sur ce processeur ont été livrés aux développeurs matériels fin 2011 et ont été rendus accessibles au grand public en fin d'année 2012. Parmi les constructeurs de SoC ayant signé une licence pour le Cortex A15 avec ARM, on peut noter ; Broadcom, Freescale, Fujitsu, HiSilicon, LG Electronics, Nvidia, Renesas, Samsung, ST-Ericsson et Texas Instruments.

## Premiers produits disponibles
Les deux premiers produits mis sur le marché pour le public et comportant un Cortex A15 MPCore sont le Google Samsung Chromebook XE303 (les autres étant équipés de processeurs Intel x86) et la carte mère orienté développement Arndale. Sortis fin 2012, ils sont tous deux équipés du Samsung Exynos 5250.
Ceux-ci sont capables d'exécuter 14 000 DMIPS (14 milliards d'instructions par seconde), soit le double des Cortex A9 à 1,5 GHz (7500 DMIPS).

## Fonctionnalités
Les principales fonctionnalités du cœur Cortex-A15 sont :
- Extension d'adressage physique large de 40-bit (LPAE) permettant de gérer jusqu'à 1 To de RAM[11],[12].
- Pipeline à 15 étages pour les entiers / et 17-25 étages pour les nombres à virgule flottante, avec exécution dans le désordre spéculative et un pipeline d’exécution superscalaire 3-voies[13].
- 4 cœurs par grappe et jusqu'à 2 grappes par puce avec la technologie CoreLink 400 (une interconnexion cohérente AMBA-4). ARM fournit les spécifications, mais les fonderies conçoivent par elles-mêmes les puces ARM.
- Extensions DSP et SIMD NEON intégrées à chaque cœur.
- Unité de calcul en virgule flottante VFPv4 intégrée à chaque cœur.
- Support de la virtualisation matérielle.
- Jeu d'instructions Thumb-2 qui réduit la taille des programmes avec un impact réduit sur les performances.
- Extensions de sécurité TrustZone.
- Jazelle RCT (nom commercial de ThumbEE) pour la compilation à la volée.
- Macrocell pour le traçage des programmes et CoreSight Design Kit pour le traçage non obstructif de l’exécution des instructions.
- Cache de niveau 1 de 32 ko pour les données + 32 ko pour les instructions pour chaque cœur.
- Contrôleur de cache de niveau 2 à faible latence intégré, avec jusqu'à 4 Mo par grappe.

## Liste de SoC possédant des Cortex-A15
| Modèle                     | Technologie de semi-conducteur | CPU                                                                  | GPU                                                              | Interface mémoire                                             | Technologies sans fil | Disponibilité | Périphériques l'utilisant                                        |
| -------------------------- | ------------------------------ | -------------------------------------------------------------------- | ---------------------------------------------------------------- | ------------------------------------------------------------- | --------------------- | ------------- | ---------------------------------------------------------------- |
| Samsung Exynos 5250        | 32 nm HKMG                     | Double cœur à 1,7 GHz                                                | ARM Mali-T604 (quadruple cœur)                                   | LPDDR3/DDR3 32-bit double canal à 800 MHz ou LPDDR2 à 533 MHz |                       | Q3 2012       | Arndale Board, Samsung Chrombook XE303, ARMBRIX, Google Nexus 10 |
| Texas Instruments OMAP5430 | 28 nm                          | Double cœur à 2,0 GHz                                                | PowerVR SGX544MP2 à 532 MHz + accélérateur graphique 2D dédié    | LPDDR2 32-bit double canal à 532 MHz                          |                       | Q2 2013       |                                                                  |
| Texas Instruments OMAP5432 | 28 nm                          | Double cœur à 2,0 GHz                                                | PowerVR SGX544MP2 à 532 MHz + accélérateur graphique 2D dédié    | DDR3 32-bit double canal à 532 MHz                            |                       | Q2 2013       |                                                                  |
| Nvidia Tegra 4 T40         | 28 nm HPL                      | Quadruple cœur à 1,8 GHz + cœur basse consommation                   | Nvidia GPU 24 cores (support DirectX 11+, OpenGL 4.X, et PhysX)  |                                                               |                       | Q1 2013       |                                                                  |
| Nvidia Tegra 4 T43         | 28 nm HPL                      | Quadruple cœur à 2,0 GHz + cœur basse consommation                   | Nvidia GPU 24 cores (support DirectX 11+, OpenGL 4.X, et PhysX)  |                                                               |                       | Q3 2013       |                                                                  |
| Nvidia Tegra 4 AP40        | 28 nm HPL                      | Quadruple cœur à 1.2-1,8 GHz + cœur basse consommation               | Nvidia GPU 24 cores (support DirectX 11+, OpenGL 4.X, and PhysX) |                                                               |                       | Q3 2013       |                                                                  |
| HiSilicon K3V3             | 28 nm                          | Architecture big.LITTLE Double cœur à 1,8 GHz +double cœur Cortex A7 | ARM Mali-T658                                                    |                                                               |                       | H2 2013       |                                                                  |
| ST-Ericsson Nova A9600     | 28 nm                          | Double cœur à 2,5 GHz                                                | PowerVR Series6 (Rogue)                                          |                                                               |                       | 2013          |                                                                  |